# 巴伊亞州立雷孔卡沃聯邦大學

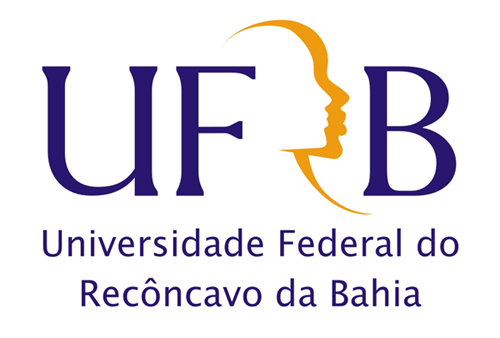
UFRB標誌

巴伊亞州立雷孔卡沃聯邦大學（葡萄牙語：Universidade Federal do Recôncavo da Bahia）簡稱UFRB，是巴西的大學，主校區位在巴伊亞州的克鲁斯-达斯阿尔马斯。
在巴伊亞州的阿馬戈薩、聖安東尼奧-迪熱蘇斯及卡舒埃拉也有其校區。
大巴伊亞Recôncavo聯邦大學是依11.151法令，在2005年建立的，在2011年宣佈在費拉迪聖安娜會有新的校區，預計在2013年初會開始啟用。

## 外部連結
- Official website

12°39′32″S 39°05′17″W / 12.659°S 39.088°W